# كاثرين ريتز

## كاثرين ريتز

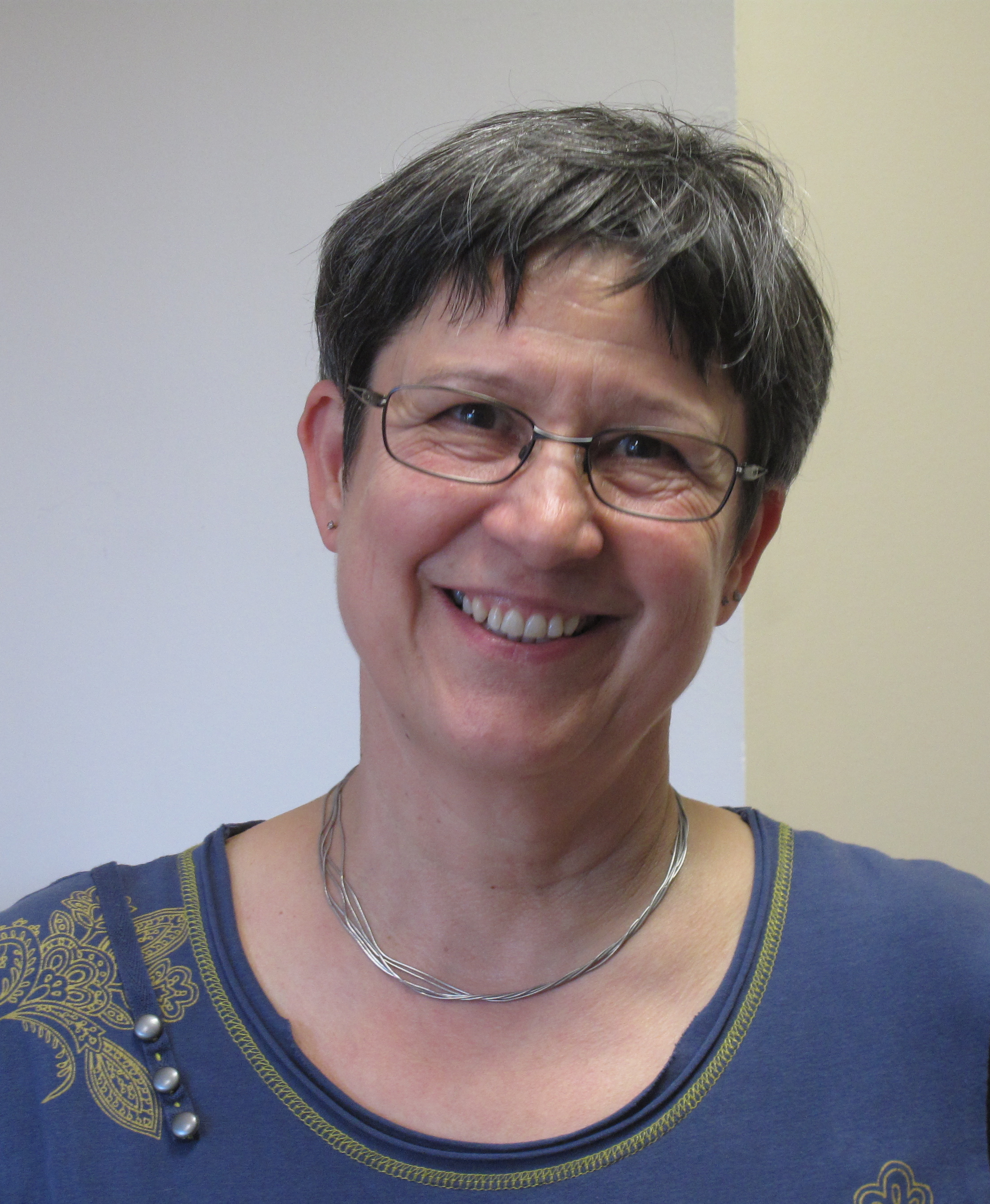
كاثرين ريتز، باحثة فرنسية

كاثرين ريتز (بالانجليزية: Catherine Ritz) باحثة فرنسية في القطب الجنوبي، اشتهرت بعملها على الصفائح الجليدية وتأثيرها على ارتفاع مستوى سطح البحر.

## النشأة والتعليم
حصلت كاثرين ريتز على درجة الماجستير في الفيزياء في فرنسا عام 1975. أجرت بحث الدكتوراه الذي أدى إلى الحصول على درجة Thèse de 3ème في عام 1980 من جامعة غرونوبل، وحصلت على درجة الدكتوراه في عام 1992.

## الوظيفة والتأثير
ريتز عالمة مناخ وجغرافيا، معروفة بشكل خاص بمساهماتها في أبحاث تغير المناخ، وهي باحثة أولى في المركز الوطني الفرنسي للبحوث العلمية (الانجليرية: National Center for Scientific Research) الاختصار: CNRS في مختبرات علوم الجليد والجيوفيزيك في البيئة، وهي أيضًا منتسبة إلى جامعة غرونوبل ألب، تتضمن أبحاثها نماذج تطور الغطاء الجليدي القطبي، استخدام نماذج ثلاثية الأبعاد لفحص التغييرات في الصفائح الجليدية والجروف الجليدية في القارة القطبية الجنوبية وجرينلاند حفر الجليد والتحقيق في التوازنات شبه الجليدية، لقد نشرت أكثر من 70 مقالاً.
من بين مساهمات ريتز الأكثر شهرة مقال نُشر في مجلة Nature في ديسمبر2015 المقالة، استنادًا إلى البحث الذي قاده ريتز و Tamsin Edwards من الجامعة المفتوحة، أنشأ نماذج تستند إلى بيانات الأقمار الصناعية لدراسة التأثير المحتمل استنادًا إلى بيانات الأقمار الصناعية لدراسة التأثير المحتمل لانهيار الجليد البحري في القطب الجنوبي على مستويات البحار العالمية باستخدام طرق أكثر شمولاً من تلك المستخدمة في الدراسات السابقة، وجد الفريق أن انهيار الصفائح الجليدية في القطب الجنوبي سيكون له عواقب وخيمة على ارتفاع مستوى سطح البحر (حتى نصف متر بحلول عام 2100 في سيناريو انبعاثات عالية) ولكن من المحتمل ألا تكون التأثيرات دراماتيكية كما تنبأت دراسات أخرى رفيعة المستوى. وجد الفريق أن النتيجة الأكثر ترجيحًا هي ارتفاع مستوى سطح البحر. بمقدار 10 سم بحلول عام 2100، بافتراض أن غازات الدفيئة ترتفع بمعدل متوسط إلى مرتفع، وأنه سيكون من غير المحتمل للغاية حدوث ارتفاع أكبر من 30 سم.
تلعب ريتز أيضًا دورًا بارزًا في الجهود الدولية لرصد الجليد في القطب الجنوبي وفهم تغير المناخ وهي رئيسة اللجنة العلمية لأبحاث القطب الجنوبي (SCAR). فريق خبراء التوازن الكتلي للصفائح الجليدية ومستوى سطح البحر عضو في SCAR ، تغير المناخ في القطب الجنوبي في برنامج البحث العلمي للقرن الحادي والعشرين، وعضو في الاستشارات الدولية مجلس صانعي الألواح الجليدية لفريق BRITICE-CHRONO، الذي يدرس تحلل الغطاء الجليدي المتأثر بالبحر للغطاء الجليدي البريطاني الأيرلندي.
حصلت ريتز على جائزة Seligman Crystal من الجمعية الدولية لعلم الجليد في عام 2020 لعملها في نمذجة الصفيحة الجليدية وأبحاث المناخ القديم.

## كتابات مختارة
- ريتزكاثرين، وفنسنت روميلير، وكريستوف دوماس «نمذجة تطور الغطاء الجليدي في القطب الجنوبي على مدى 420.000 سنة الماضية: الآثار المترتبة على تغيرات الارتفاع في منطقة فوستوك» مجلة البحوث الجيوفيزيائية: الغلاف الجوي 106. D23 (2001): 31943-31964.
- أوغستين، لوران، كارلو باربانت، بيرس آر إف بارن، جان مارك بارنولا، ماتياس بيغلر، إميليانو كاستيلانو، أوليفييه كاتاني، كاثرين ريتز«ثماني دورات جليدية من قلب جليدي في القطب الجنوبي.» طبيعة 429،6992 (2004): 623-628.
- Lemieux-Dudon و Bénédicte و Eric Blayo و Jean-Robert Petit و Claire Waelbroeck و Anders Svensson و Catherine Ritz و Jean-Marc Barnola و Bianca Maria Narcisi و Frédéric Parrenin. «تأريخ متسق لنوى الجليد في القطب الجنوبي وجرينلاند.» مراجعات العلوم الرباعية 29، لا. 1 (2010): 8-20.
- Parrenin, F., Remy, F., Ritz, C., Siegert, M. J., & Jouzel, نمذجة جديدة لخط تدفق الجليد في فوستوك وتأثير ذلك على التسلسل الزمني الجليدي لنواة الجليد في فوستوك. مجلة البحوث الجيوفيزيائية: الغلاف الجوي، 109 (D20).